# Plagiochila norvegica
Plagiochila norvegica là một loài rêu trong họ Plagiochilaceae. Loài này được H.H. Blom & Holten, Jarle I. mô tả khoa học đầu tiên năm 1988.